# John Paul Vann
John Paul Vann (tên khai sinh là John Paul Tripp; 2 tháng 7 năm 1924 - 9 tháng 6 năm 1972) là một cựu trung tá Lục quân Hoa Kỳ, người được biết đến nhiều với vai trò cố vấn quân sự cao cấp trong Chiến tranh Việt Nam. Mặc dù xuất ngũ trước khi Chiến tranh Việt Nam lên đến đỉnh điểm, ông lại phục vụ như một cố vấn quân sự, trở thành quan chức dân sự đầu tiên của Hoa Kỳ chỉ huy quân đội chiến đấu tại Việt Nam. Ông được nhận Huân chương Tự do của Tổng thống và là thường dân duy nhất ở Việt Nam được nhận huân chương Distinguished Service Cross. Ông tử nạn trong một vụ rơi máy bay trực thăng năm 1972, khi mới 47 tuổi.

## Thiếu thời
John Paul Vann sinh ở Norfolk, Virginia, là con ngoài giá thú của John Spry và Myrtle Lee Tripp. Mẹ ông sau đó kết hôn với Aaron Frank Vann, và sau đó ông lấy họ theo cha dượng. John Paul Vann có 3 người em cùng mẹ khác cha: Dorothy Lee, Aaron Frank, Jr. và Eugene Wallace. Năm 1942, cha dượng Aaron Vann chính thức nhận ông làm con nuôi.
Mặc dù gia đình nhà Vann không được khá giả, nhưng John Paul Vann vẫn có thể theo học trường nội trú tại Cao đẳng Ferrum nhờ sự bảo trợ của một nhà hảo tâm. Ông tốt nghiệp trung học năm 1941, và tốt nghiệp chương trình cao đẳng năm 1943.

## Binh nghiệp
Năm 1943, John Paul Vann nhập ngũ vào Lực lượng Không lực Lục quân Hoa Kỳ. Ông trải qua khóa đào tạo phi công, chuyển sang trường dẫn đường, và được phong quân hàm thiếu úy vào năm 1945. Tuy nhiên, chiến tranh đã kết thúc trước khi ông có cơ hội được ra chiến trường.
Vann kết hôn với Mary Jane Allen ở  Rochester, New York vào tháng 10 năm 1945. Họ có với nhau 5 người con.
Khi lực lượng Không quân tách khỏi Lục quân vào năm 1947 để trở thành quân chủng Không quân Hoa Kỳ, Vann đã chọn ở lại Lục quân và chuyển sang bộ binh. Ông được điều động đến Triều Tiên, và sau đó là Nhật Bản, làm sĩ quan hậu cần. Khi Chiến tranh Triều Tiên bắt đầu vào tháng 6 năm 1950, Vann đã điều phối việc vận chuyển Sư đoàn bộ binh 25 của đến Hàn Quốc. Vann cùng đơn vị của mình thanh gia phòng thủ tại Vành đai Pusan cho đến khi cuộc đổ bộ Inchon diễn ra nhằm giải vây các lực lượng bị bao vây.
Vào cuối năm 1950, trong bối cảnh quân Trung Quốc tham chiến và các lực lượng đồng minh Mỹ phải rút lui, Vann, lúc này đã là một Đại úy, đã được giữ cương vị chỉ huy đầu tiên của mình, đại đội trinh sát biệt động số 8. Ông đã chỉ huy đơn vị làm nhiệm vụ trinh sát phía sau chiến tuyến của đối phương trong ba tháng, trước khi một trong những đứa con của ông mắc bệnh hiểm nghèo khiến ông phải trở lại Mỹ. Trong khi được bổ nhiệm vào chương trình ROTC của Đại học Rutgers với tư cách là trợ lý giáo sư về khoa học quân sự và chiến thuật, ông nhận bằng Cử nhân chuyên ngành kinh tế và thống kê vào năm 1954.
Năm 1954, Vann gia nhập Trung đoàn Bộ binh 16 ở Schweinfurt, Đức, trở thành chỉ huy Đại đội Súng cối hạng nặng của trung đoàn. Một năm sau, ông được thăng cấp thiếu tá và chuyển đến Bộ chỉ huy Lục quân Hoa Kỳ tại châu Âu, đóng tại Heidelberg, trở lại làm công việc hậu cần.
Vann sau đó trở lại Mỹ để theo học tại Trường Cao đẳng Chỉ huy và Tham mưu (một điều kiện tiên quyết để được thăng tiến hơn nữa) vào năm 1957. Trong giai đoạn này, ông lấy bằng MBA tại Đại học Syracuse năm 1959 và hoàn thành tất cả các yêu cầu của khóa học để lấy bằng Tiến sĩ hành chính công tại Trường Công dân và Công vụ Maxwell. Ông được thăng cấp trung tá vào năm 1961.

### Phục vụ trong chiến tranh Việt Nam
Paul Vann tình nguyện tham gia công tác tại Nam Việt Nam vào năm 1962 và được bổ nhiệm làm cố vấn cho Đại tá Huỳnh Văn Cao, tư lệnh Quân đoàn IV QLVNCH. Tiếp xúc cuộc chiến tranh du kích của Việt Cộng, Vann trở nên quan tâm đến cách thức diễn ra cuộc chiến, đặc biệt là sau kết quả tệ hại của Trận Ấp Bắc. Với việc trực tiếp chỉ đạo trận chiến từ một chiếc máy bay trinh sát trên không, ông được trao tặng Chữ thập bay xuất sắc. Do kết quả tệ hại của trận chiến, Vann đã cố gắng thu hút sự chú ý của công chúng qua các cuộc tiếp xúc với báo chí như phóng viên David Halberstam của tờ The New York Times, hướng phần lớn sự giận dữ của mình về phía chỉ huy MACV, tướng Paul D. Harkins.
Paul Vann hoàn thành nhiệm vụ tại Việt Nam vào tháng 3 năm 1963 và rời Lục quân vài tháng sau đó, sau 20 năm phục vụ.

## Sự nghiệp dân sự
Vann đã nhận một công việc ở Denver, Colorado với nhà thầu quốc phòng Martin Marietta. Mặc dù đã có một sự nghiệp thành công ở đó trong gần hai năm nhưng Vannn vẫn muốn quay trở lại Việt Nam. Cuối cùng thì Vann cũng được trở lại Việt Nam vào tháng 3 năm 1965 với tư cách là quan chức của Cơ quan Phát triển Quốc tế (AID).
Sau khi được giao nhiệm vụ cố vấn cấp cao cấp tỉnh, Vann được bổ nhiệm làm Phó Ban Hoạt động Dân sự và Hỗ trợ Phát triển Cách mạng (CORDS) trong Vùng III Chiến thuật của Việt Nam Cộng hòa, bao gồm 12 tỉnh phía Bắc và phía Tây Sài Gòn - khu vực quan trọng nhất của miền Nam Việt Nam. CORDS là một nhóm tổng hợp bao gồm các cơ quan USAID, Sở Thông tin Hoa Kỳ, Cơ quan Tình báo Trung ương và Bộ Ngoại giao cùng với các nhân viên Lục quân Hoa Kỳ để cung cấp nhân lực cần thiết. Trong số các chủ trương khác, CORDS chịu trách nhiệm về Chiến dịch Phụng Hoàng, liên quan đến việc vô hiệu hóa cơ sở hạ tầng của Việt Cộng.
Vann giữ chức Phó Ban Hoạt động Dân sự và Hỗ trợ Phát triển Nông thôn CORDS III (tức là chỉ huy trưởng của tất cả các cố vấn dân sự và quân sự trong Vùng III Chiến thuật) cho đến tháng 11 năm 1968 khi ông được bổ nhiệm giữ chức vụ tương tự tại Vùng IV, bao gồm các tỉnh. phía Nam Sài Gòn thuộc đồng bằng sông Cửu Long.
Vann ủng hộ chủ trương dùng các đơn vị nhỏ thực hiện tuần tra tích cực thay vì thực hiện các cuộc giao tranh lớn. Không giống như nhiều cố vấn Mỹ khác, ông tỏ ra tôn trọng các sĩ quan VNCH và cam kết ủng hộ họ. Ông khuyến khích nhân viên của mình tham thâm nhập vào hoạt động xã hội Việt Nam càng nhiều càng tốt và ông liên tục nói ngắn gọn rằng Chiến tranh Việt Nam phải được coi là một cuộc chiến dài hơi với mức độ tham gia thấp hơn là một cuộc chiến ngắn ở một đơn vị lớn, mức độ tham gia cao.
Trong một chuyến trở lại Mỹ vào tháng 12 năm 1967, Vann đã được Walt Rostow, một người ủng hộ việc tăng thêm quân và Cố vấn An ninh Quốc gia của chính quyền Johnson hỏi liệu Mỹ có vượt qua giai đoạn tồi tệ nhất của cuộc chiến trong 6 tháng: "Ôi trời! Không, ông Rostow ", Vann trả lời," Tôi là một người lạc quan bẩm sinh. Tôi nghĩ chúng ta có thể cầm cự lâu hơn thế. "
Sau khi được bổ nhiệm vào Quân đoàn IV, Vann được bổ nhiệm làm cố vấn cấp cao của Mỹ tại Quân đoàn II vào đầu những năm 1970 khi sự tham gia của Mỹ vào cuộc chiến đang giảm dần và quân đội đang được rút đi. Ông trở thành quan chức dân sự đầu tiên chỉ huy quân đội chính quy của Mỹ tham chiến. Chức vụ của ông tương đương với một thiếu tướng Lục quân Hoa Kỳ.

## Cái chết
Ba ngày sau trận Kon Tum, Vann thiệt mạng khi chiếc trực thăng của ông đâm vào một lùm cây gần nghĩa trang làng, khi mới 47 tuổi. Ông được chôn cất vào ngày 16 tháng 6 năm 1972, tại Khu 11 của Nghĩa trang quốc gia Arlington. Lễ tang của ông có sự tham dự của những người nổi tiếng như Đại tướng William Westmoreland, Thiếu tướng Edward Lansdale, Trung tá Lucien Conein, Thượng nghị sĩ Edward Kennedy, và Daniel Ellsberg.

## Di sản
Ngày 18 tháng 6, Tổng thống Richard Nixon đã truy tặng Vann Huân chương Tự do Tổng thống, bằng khen dân sự cao nhất của quốc gia, cho mười năm phục vụ của ông ở miền Nam Việt Nam. Vì những hành động của mình từ ngày 23 đến ngày 24 tháng 4 năm 1972, Vann, không đủ tiêu chuẩn để được nhận Huân chương Danh dự với tư cách là một thường dân, cũng đã được truy tặng Chữ Thập Phục vụ Xuất sắc, là thường dân duy nhất được vinh danh kể từ Thế chiến thứ hai.

## Trích dẫn
- "Đó là một màn trình diễn chết tiệt đáng thương." (nói về trận Ấp Bắc)
- "Nếu không phải vì thực tế là Việt Nam mà chỉ là một con tốt trong cuộc đối đầu Đông-Tây lớn hơn, và sự hiện diện của chúng tôi ở đây là điều cần thiết để phủ nhận các nguồn lực của khu vực này cho Trung Cộng, thì thật khó để biện minh cho sự ủng hộ của chúng tôi với chính phủ hiện tại. " [9]
- "Đây là một cuộc chiến chính trị và nó kêu gọi sự phân biệt đối xử trong giết chóc. Vũ khí tốt nhất để giết người sẽ là một con dao, nhưng tôi e rằng chúng ta không thể làm theo cách đó. Tệ nhất là máy bay. Điều tồi tệ tiếp theo là pháo binh. Mang theo một con dao, tốt nhất là một khẩu súng trường - bạn biết mình đang giết ai. " [10]
- "Chúng tôi không có mười hai năm kinh nghiệm tại Việt Nam. Chúng tôi có kinh nghiệm một năm hơn mười hai lần. " [11]
- “Trong một lần thất bại [Chương trình Cải cách Điền địa của Tổng thống Thiệu] đã loại bỏ việc thuê nhà ở Việt Nam. Tất cả tiền thuê đều bị đình chỉ. " [12] :194
- "Thực tế cơ bản của cuộc sống là phần lớn dân số - khoảng 95% - thích chính phủ Việt Nam hơn một chính phủ Cộng sản hoặc chính phủ do phía bên kia cung cấp." [12]:348
- "Những người này có thể là người tình vĩ đại nhất thế giới nhưng họ không phải là chiến binh vĩ đại nhất thế giới. Nhưng họ là những người tốt và họ có thể thắng một cuộc chiến tranh nếu ai đó chỉ cho họ cách. "(Nói về người Nam Việt Nam) [13]